# إيفونا بافيتشفيتش
إيفونا بافيتشفيتش مواليد 21 أبريل 1996 في بودغوريتسا، صربيا والجبل الأسود، هي لاعبة كرة يد مونتينيغرية تلعب كجناح أيسر. مثلت منتخب الجبل الأسود لكرة اليد للسيدات.

## سجل المنافسة
شاركت في البطولات التالية:
- بطولة العالم لكرة اليد للسيدات 2015
- بطولة أوروبا لكرة اليد للسيدات 2016

## روابط خارجية
- إيفونا بافيتشفيتش على موقع الاتحاد الأوروبي لكرة اليد (الإنجليزية)
- إيفونا بافيتشفيتش على موقع أوليمبيديا (الإنجليزية)